# Herees
A l'antiga Grècia, les Herees (en grec antic: Ἥραια) eren els festivals que es feien en honor d'Hera. Se celebraven en diverses ciutats de Grècia on el culte d'aquesta deïtat havia estat introduït: les més antigues eren les Herees d'Argos, i en molts d'indrets se celebraven a imitació d'aquestes; posteriorment guanyaren fama les Herees d'Olímpia, que constituïen la versió femenina dels Jocs Olímpics.

## Argòlida

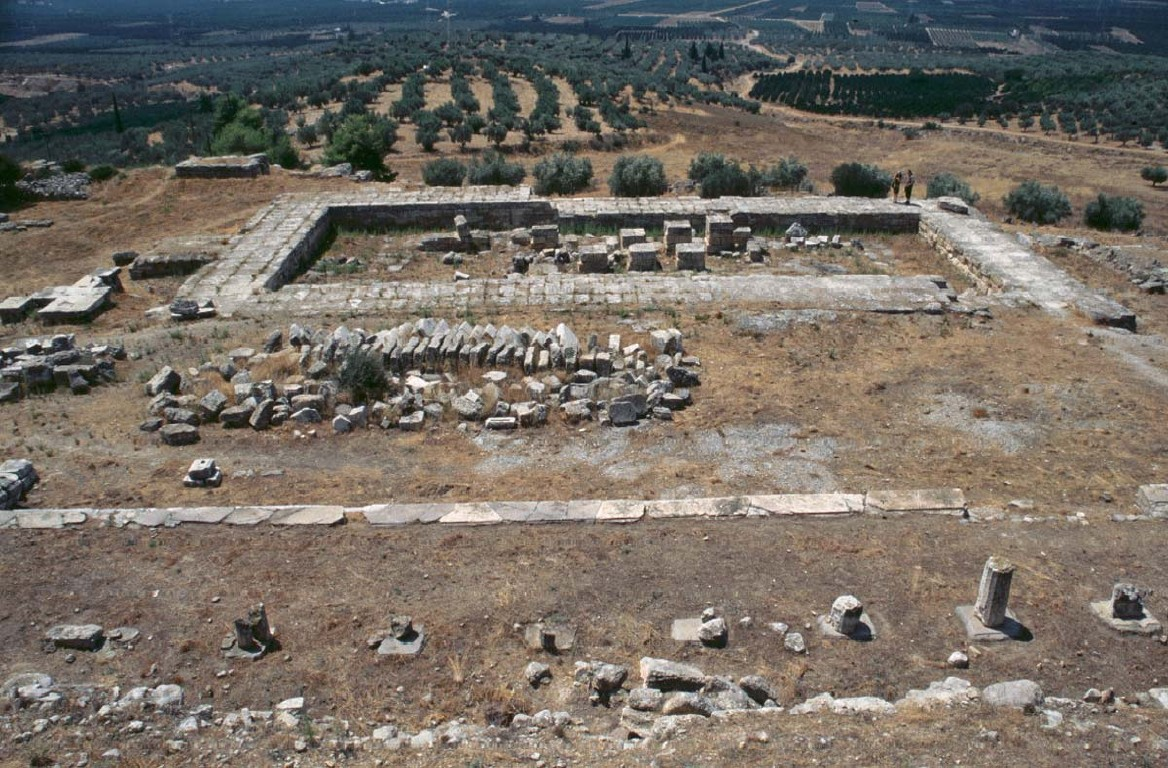
El temple d'Hera a Argos, fora de la ciutat

Els argius tenien tres temples dedicats a Hera, segons Pausànies: un entre Argos i Micenes, a uns set quilòmetres d'Argos; un altre a la via cap a l'acròpoli, prop de l'estadi on se celebraven els jocs i les competicions; i el tercer, a la ciutat mateixa. Les cerimònies eren oficiades per les principals sacerdotesses especialment la gran sacerdotessa i, segons Tucídides, els argius comptaven els anys per la data en què aquesta sacerdotessa entrava al càrrec.
El festival es feia cada cinc anys, a la meitat del segon any de cada olimpíada. Un dels actes principals consistia en una processó fins al gran temple d'Hera (el més allunyat); un gran nombre de joves es reunien a la ciutat i marxaven armats cap al temple de la deessa. Anaven encapçalats per cent bous, i per això de la festa se'n deia també Hecatombea (ἑκατόμβαια). Els acompanyava la gran sacerdotessa, en un carro estirat per dos bous blancs, a imitació de la llegenda de Clèobis i Bitó que explica Heròdot.
Se sacrificaven els cent bous, i la seva carn era distribuïda entre els ciutadans. El sacrifici s'anomenava lequerna (λεχέρνα 'el llit de les branques'). Seguien (o precedien, segons Estrabó) els jocs, que es feien a l'estadi vora el segon temple. Es col·locava un escut protegit i difícil d'agafar, i el jove que el podia fer caure era premiat amb l'escut i una garlanda de murta. Segons Estrabó, els premis, si era el cas, eren portats al primer temple en la processó. La tradició assigna la seva institució a Acrisi i Pretos.

## Altres indrets

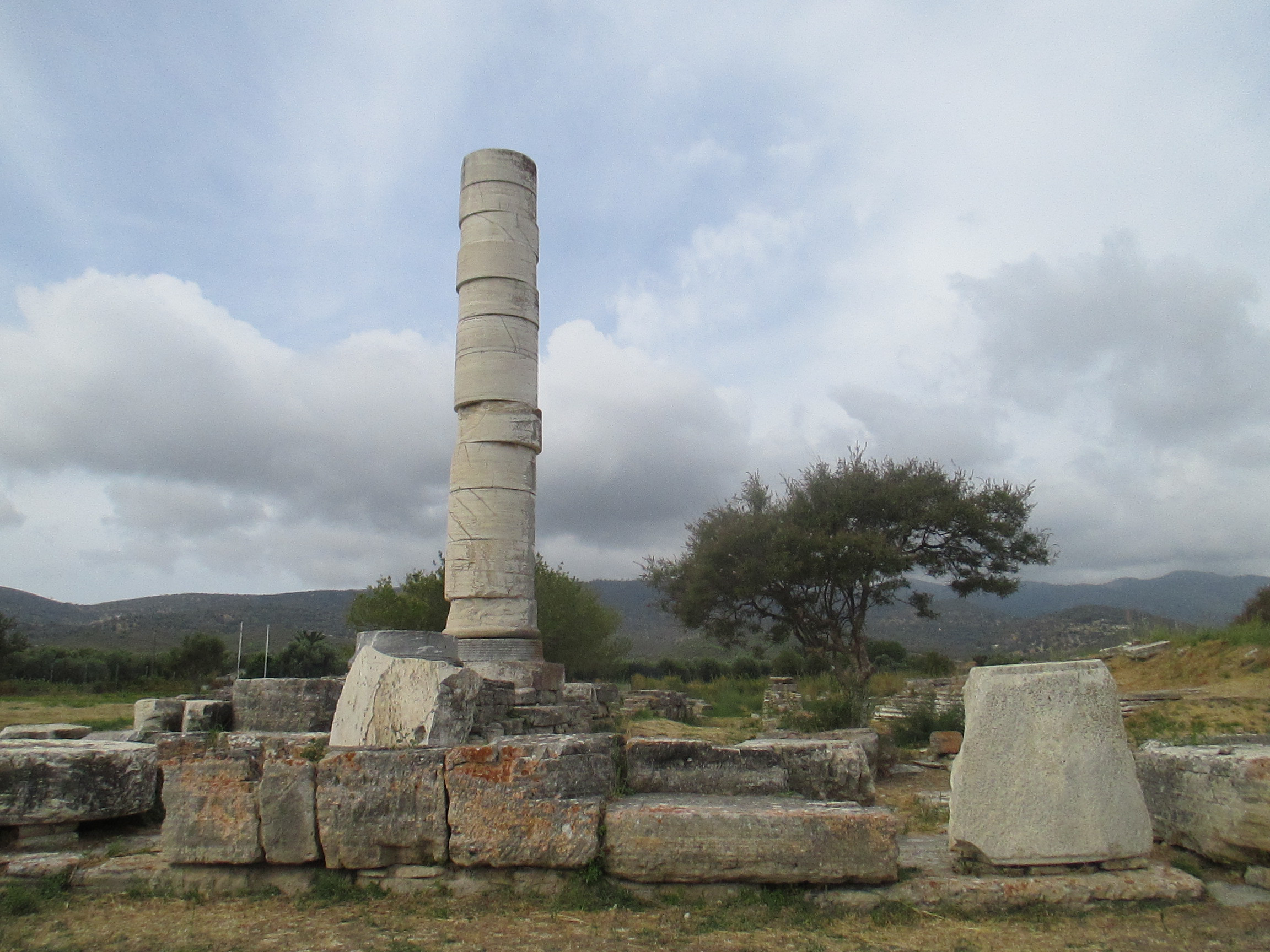
El temple d'Hera a Samos

Les Herees d'Elis se celebraven el quart any de cada olimpíada, i la celebració anava a càrrec principalment de dones joves conduïdes per setze matrones que dedicaven a la deessa el peple sagrat que havien teixit. Abans de començar, feien el sacrifici d'un porc i es purificaven a la font anomenada Píera. Un dels principals actes era una carrera entre les donzelles a l'estadi, que eren dividides en tres classes segons l'edat, començant de menors a majors. Corrien vestides únicament amb un quitó, que arribava fins als genolls i deixaven els cabells al vent. La guanyadora rebia una garlanda d'olivera i una part d'un bou sacrificat a Hera, i podia dedicar la seva pròpia imatge al temple de la deessa. Les matrones, junt amb les noies joves, interpretaven dues danses: una anomenada Físcoa i una altra anomenada Hipodamia.
Altres Herees, com l'Hecatombea d'Egina, se celebraven de manera molt semblant. Les de Samos (on Hera era la deessa més venerada) eren la més brillant de totes les festes d'aquesta divinitat, pels vestits que usaven les joves i dones casades a la processó amb els cabells sense pentinar, i per l'equip militar dels joves, que oferien les armadures al temple de la deessa i li feien pregàries i vots. A l'altar s'hi dipositaven les cendres de les víctimes que li havien estat ofertes. En fi, també se celebraven a altres llocs com ara l'illa de Cos, Corint, Atenes, Cnossos i Pel·lene d'Acaia.